# КА14
Електровоз 14КА — контактний електровоз для транспортування по гірничих виробках шахт і рудників вантажних вагонеток з корисними копалинами, обладнанням, матеріалами або породою, а також для перевезення людей у спеціальних пасажирських вагонетках.

## Будова електровоза
Електровоз 14КА має дві рушійні колісні пари й центрально розташовану кабіну машиніста. Електровоз оснащений двома тяговими двигунами сумарною потужністю 90 кВт, струмоприймачем підвищеної надійності, потужним блоком резисторів і стабілізатором напруги з функцією безперебійного живлення.
На електровозі застосована індивідуальна пружинна підвіска рами, роз'ємна букса, вдосконалений редуктор та гальмівна система. Кабіна машиніста виконана окремо від рами електровоза та має свою підвіску. Керування електровозом здійснюється з кабіни машиніста за допомогою контролера. Кабіна забезпечує огляд на обидві боки руху та вихід на обидві сторони електровоза.